# Gaztelugatxe

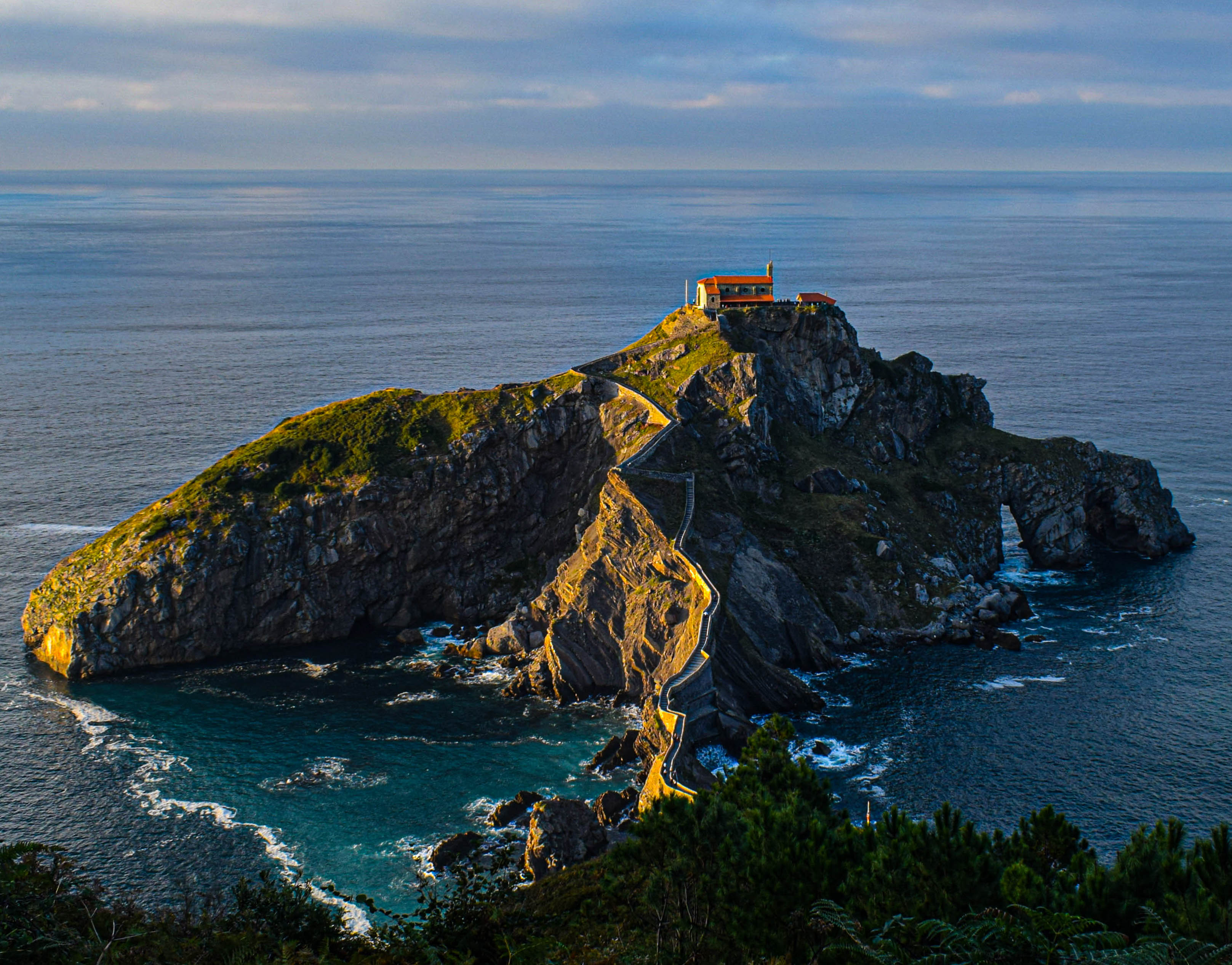
Gaztelugatxe

Gaztelugatxe é um ilhéu na costa da Biscaia, que pertencente ao município de Bermeo, País Basco ( Espanha ). Está ligada ao continente através de uma ponte construída pelo homem. No topo da ilha há um eremitério (chamado Gaztelugatxeko Doniene em basco ; San Juan de Gaztelugatxe em espanhol ), dedicado a João Batista, que data o século X. Algumas descobertas indicam que a data de construção do eremitério pode ser do século IX. Juntamente com outra pequena ilha vizinha, Aketx, formam um biótopo protegido que se estende desde a cidade de Bakio até o Cabo Matxitxako, no Golfo da Biscaia .

## Etimologia
A palavra gaztelugatxe [ɡas̻teluɡatʃe] vem do basco gaztelu = "castelo" e atx = "rocha", formando "o castelo de pedra ". A palavra atx e seus derivados são comuns nos topônimos bascos relacionados a cumes rochosos: Aketx, Untzillatx, Atxulo . . .

## Descrição

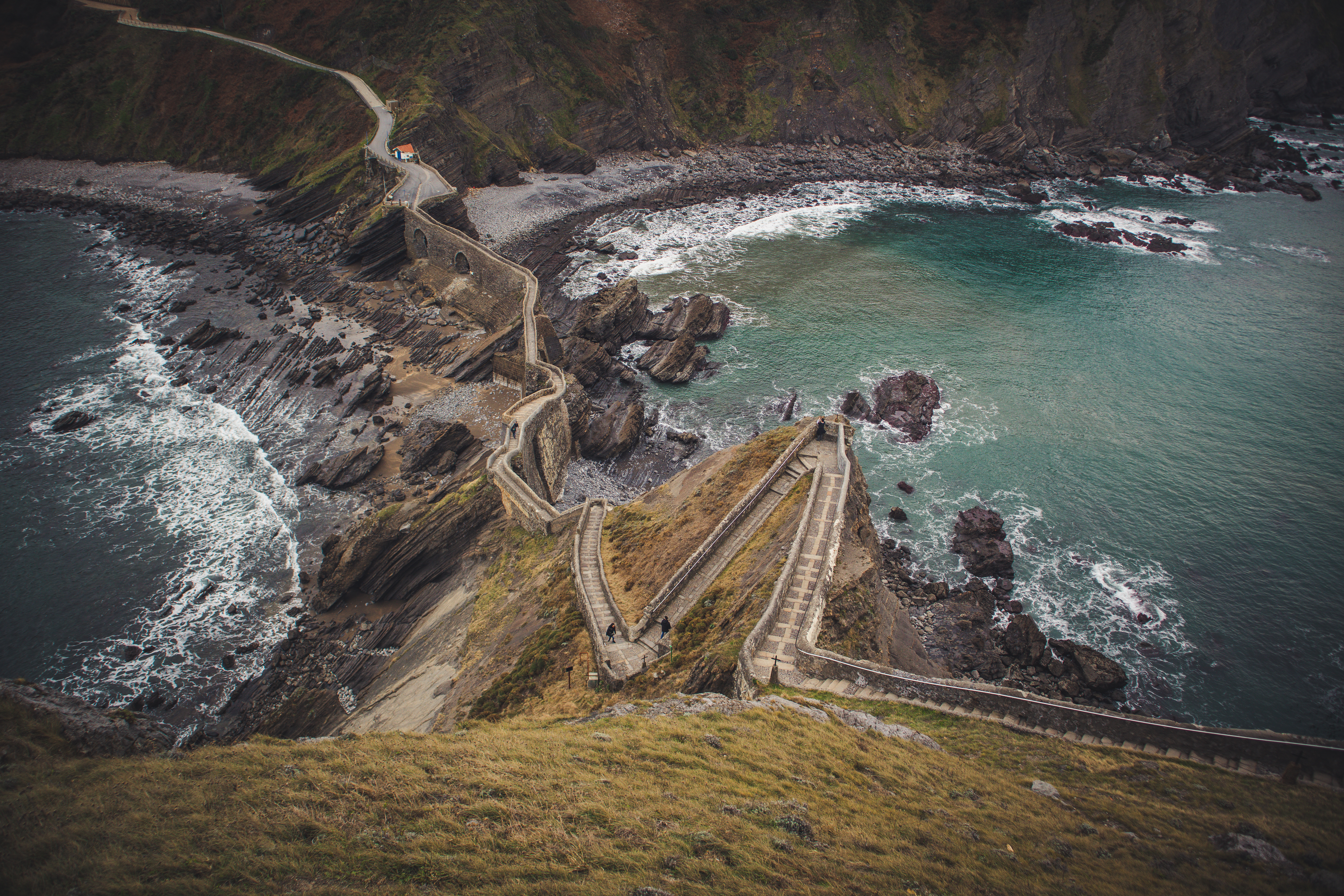
Escada e caminho até o penhasco

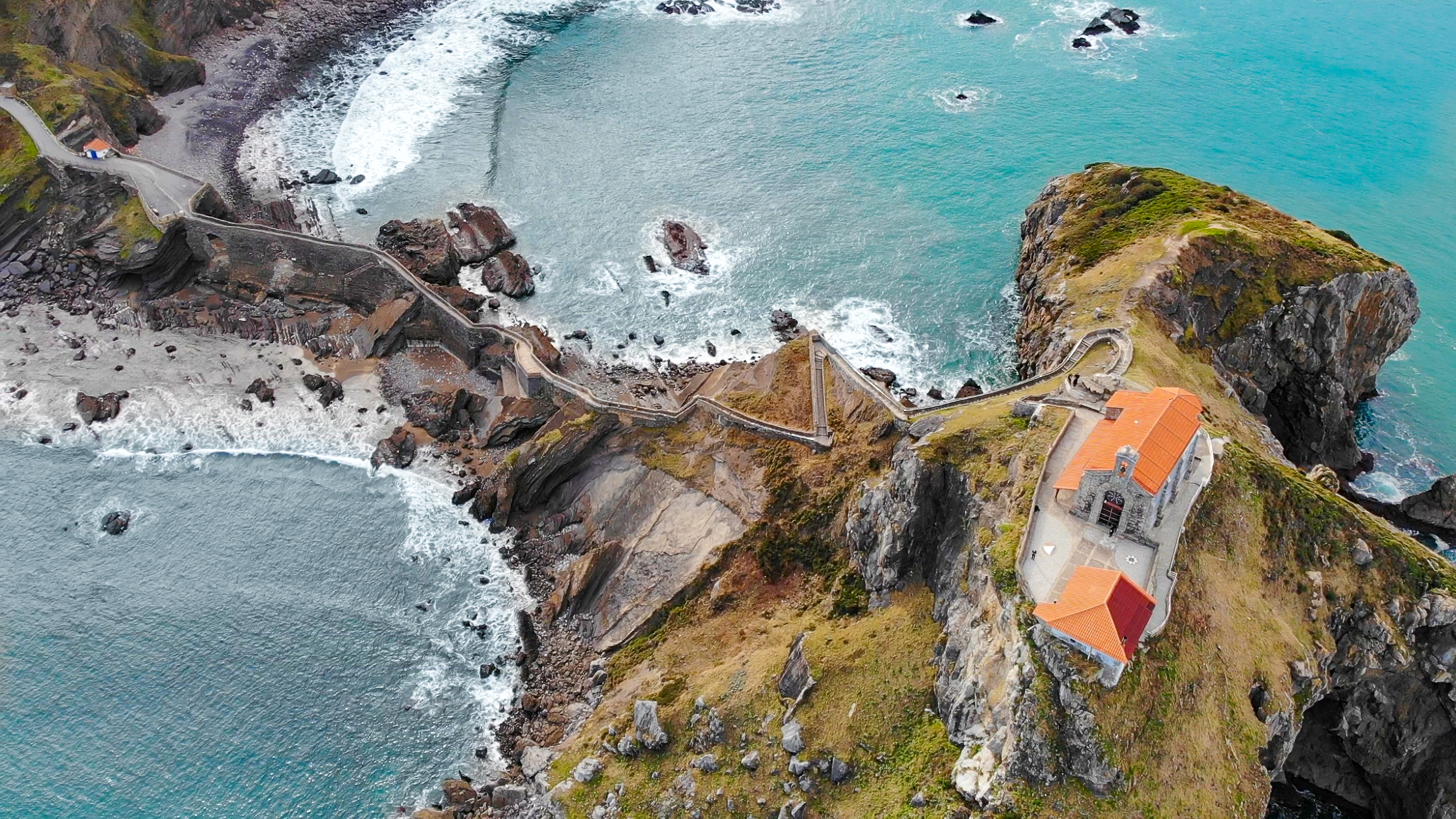
Escada e caminho até o penhasco com drone

A costa basca é acidentada nesta área. O mar continuamente erode a costa rochosa criando túneis, arcos e cavernas. A ilha de Gaztelugatxe encontra-se no centro deste troço de costa junto à pequena ilha de Aketx, santuário de aves marinhas.
Junto à ermida existe um pequeno abrigo com vista para o mar que é utilizado para piqueniques e como um refúgio do vento.
A ermida é acedida por um caminho estreito, atravessando a sólida ponte de pedra, e subindo 231 degraus  (outras fontes citam entre 229 a 237 degraus). Segundo a lenda, após a subida ligeiramente extenuante ao topo da falésia deve-se tocar o sino três vezes e fazer um pedido.

## Usos estratégicos
A localização estratégica do local conferiu-lhe um papel importante em episódios históricos. Foi um dos lugares onde o senhor da Biscaia, Juan Núñez de Lara, se confrontou com Alfonso XI, rei de Castela, em 1334.
Em 1594 foi atacado pelos huguenotes de La Rochelle, que saquearam e mataram o zelador. No século XVIII a ilha foi invadida por tropas inglesas. Na Guerra Civil Espanhola, a Batalha naval do Cabo Machichaco ocorreu nas proximidades.

## Local de filmagem
A HBO filmou cenas da sétima temporada de sua série de fantasia Game of Thrones no ilhéu. Gaztelugatxe substituiu Dragonstone, com um castelo criado digitalmente no topo do ilhéu.
1. ↑  San Juan de Gaztelugatxe, Guggenheim-bilbao.eus, Retrieved 12 February 2017
2. ↑  «'Juego de Tronos' elige el entorno de San Juan de Gaztelugatxe» ['Game of Thrones' chooses the environs of San Juan de Gaztelugatxe]. EITB. 19 julho de 2016. Consultado em 26 julho de 2016 serving as the castle Dragonstone